# Farndon, Nottinghamshire
Farndon är en by och civil parish i Newark and Sherwood i Nottinghamshire i England. Orten har 2 451 invånare. Byn nämndes i Domedagsboken (Domesday Book) år 1086, och kallades då Farendune.